# Louis Diémer
Louis-Joseph Diémer (ur. 14 lutego 1843 w Paryżu, zm. 21 grudnia 1919 tamże) – francuski pianista i kompozytor.

## Życiorys
Diémer studiował w Konserwatorium Paryskim, wygrywając premiers prix w kategorii fortepianu, harmonii i akompaniamentu, kontrapunktu i fugi, a także solfeżu, oraz second prix w kategorii organów. Jego nauczycielami byli: Antoine François Marmontel (fortepian), Ambroise Thomas (kompozycja) i François Benoist (organy).
Szybko zbudował sobie reputację wirtuoza fortepianu. Często podróżował i dawał wspólne koncerty ze skrzypkiem Pablem de Sarasate. César Franck skomponował dla niego Wariacje symfoniczne, zaś Édouard Lalo zadedykował mu swój Koncert fortepianowy f-moll.
Wykładał w Konserwatorium Paryskim. Uczył m.in. Édouarda Rislera, Alfreda Cortota, Lazare Lévy’ego, Alfreda Casellę, Yves’a Nata, Marcela Ciampiego i Roberta Casadesusa.
Diémer odegrał również ważną rolę w propagowaniu gry na instrumentach historycznych, dając serię koncertów klawesynowych w ramach Wystawy Światowej 1889 oraz przyczyniając się do założenia Société des instruments anciens (Stowarzyszenia na rzecz starych instrumentów).
Obszerna spuścizna kompozytorska Diémera, zawierająca m.in. koncert fortepianowy i duża liczba utworów salonowych, współcześnie uległa zapomnieniu.

## Nagrania
Diémer był również jednym z pierwszych pianistów nagrywających swoje utwory na gramofon. O jego nagraniach mówi się, że pokazują najlepsze aspekty XIX-wiecznej francuskiej szkoły pianistycznej – jasność, zdecydowanie i kontrola w szybkich pasażach oraz czyste, ciche skale. Jasno przykładają się do ogłoszenia Diémera we francuskiej prasie „królem skali i trylu”. Dały również dowody komentarzom poczynionym przez jego ucznia, Lazare Lévy’ego, który samemu został wpływową osobą we francuskiej scenie muzycznej. Lévy napisał: Niezwykła precyzja gry [Diémera], jego legendarne tryle, rzeczowość jego stylu uczyniły go doskonałym pianistą, którego wszyscy podziwiamy.